# Benixaloní
Benixaloní era una antigua alquería situada en el Valle de Jalón, en la comarca de la Marina Alta, provincia de Alicante.

## Toponimia
El topónimo deriva del árabe بني شلني (banī Šalunī). Banī, en árabe clásico بنو (banū), significa "hijos de", mientras que Šalunī es el gentilicio del actual Jalón.

## Identidad entre Benixaloní y el Ráfol de Jalón
La alquería de Benixaloní aparece mencionada en el Llibre del Repartiment, con la única indicación de estar situada en el Valle de Jalón. En el estado actual de las investigaciones históricas es imposible establecer si la alquería de Benixaloní del siglo XIII se corresponde o no con el Ráfol de Jalón del siglo XV. La falta de nuevos documentos o de hallazgos arqueológicos que puedan aportar datos significativos en esta cuestión no permite negar ni afirmar la identidad entre Benixaloní y el Ráfol de Jalón.
No obstante, existe la teoría de que Benixaloní y el Ráfol de Jalón eran dos poblados diferentes dentro del Valle de Jalón. Benixaloní ya existiría antes de la llegada de los conquistadores cristianos (1244), mientras que el Ráfol de Jalón sería fundado algunos años después, cuando la población civil del castillo de Aixa lo abandonó para establecerse en el llano, en una intersección de caminos cerca del río Jalón. Este núcleo primitivo, a través de sucesivas ampliaciones de su perímetro, pasaría a ser el origen del actual núcleo urbano de Jalón.
- Datos: Q8246398